# 巴拿馬短脊鱂
巴拿馬短脊鱂，為輻鰭魚綱鯉齒目鯉齒亞目花鳉科的其中一種，分布於中美洲哥斯大黎加至巴拿馬的淡水、半鹹水流域，體長可達6公分，屬肉食性，生活習性不明。